# تود دان
تود دان (بالإنجليزية: Todd Dunn)‏ هو لاعب كرة قاعدة أمريكي، ولد في 29 يوليو 1970 في تلسا في الولايات المتحدة.